# Hervé Duclos-Lassalle
Pour les articles homonymes, voir Duclos et Lassalle.
Hervé Duclos-Lassalle est un coureur cycliste français né le 24 décembre 1979 à Pau. Il a été professionnel de 2005 à 2009 au sein de l'équipe française Cofidis. Il est le fils de Gilbert Duclos-Lassalle.

## Biographie
Passé professionnel en 2005 chez Cofidis, Hervé Duclos-Lassalle a remporté sa première victoire professionnelle en 2008 lors du Grand Prix d'ouverture La Marseillaise. Sélectionné pour une première participation au Tour de France, il abandonne sur chute dès la première étape.
Son contrat n'est pas renouvelé en 2010 ; il se retrouve alors sans équipe et fait le choix de mettre un terme à sa carrière.

## Palmarès

### Palmarès amateur
- 1997
  - Bordeaux-Arcachon
- 2002
  - 2e du Critérium des Deux Vallées
- 2003
  - Tour du Loir-et-Cher
- 2004
  - 5ea étape du Tour de Navarre

### Palmarès professionnel
- 2008
  - Grand Prix d'ouverture La Marseillaise

## Résultats sur les grands tours

### Tour de France
1 participation
- 2008 : abandon (1re étape)

### Tour d'Italie
1 participation
- 2007 : 103e

### Tour d'Espagne
2 participations
- 2005 : 118e
- 2006 : abandon (11e étape)